# Красный Берег (Соликамский район)
Красный Берег — посёлок в Соликамском районе Пермского края. Административный центр Краснобережского сельского поселения.

## История
Населённый пункт возник в 1953 году. В 1954 году здесь был создан леспромхоз, использовавший труд заключенных. С 14 января 1969 до января 2006 года посёлок являлся центром Краснобережского сельского совета. В посёлке находилась Колония-поселение №7 Главного Управления ФСИН по Пермскому краю, но была официально закрыта в 2022 году. 

## Географическое положение
Расположен на левом берегу реки Язьва, примерно в 78 км к северо-востоку от районного центра, города Соликамск.

## Население
2010 год - 2145 человек 
2024 год - 78 человек 

## Улицы[3]
- 30 лет Победы ул.
- Аэродромная ул.
- Гагарина ул.
- Заречная ул.
- Комсомольская ул.
- Комсомольский пер.
- Кузнецова ул.
- Лесная ул.
- Лесной пер.
- Молдавка ул.
- Набережная ул.
- Охотничья ул.
- Пионерская ул.
- Речная ул.
- Таёжная ул.
- Школьная ул.
- Школьный пер.

## Инфраструктура
В посёлке находились детский сад и школа, которые были закрыты в связи нехватки учеников, в посёлке работает почта, работал сельский клуб.